# Troy Dayak
Troy Michael Dayak (Walnut Creek, 21 januari 1971) is een voormalig voetballer uit de Verenigde Staten, die speelde als verdediger. Hij beëindigde zijn actieve loopbaan in 2005 bij de Amerikaanse club San Jose Earthquakes.

## Interlandcarrière
Dayak speelde in totaal negen officiële interlands voor de nationale ploeg van de Verenigde Staten. Onder leiding van bondscoach Bob Gansler maakte hij zijn debuut voor zijn vaderland op 15 september 1990 in de vriendschappelijke wedstrijd tegen Trinidad en Tobago (3–0) in Charlotte. Hij viel in die wedstrijd na 65 minuten in voor verdediger en collega-debutant Steve Pittman. Dayak maakte twee jaar later deel uit van de Amerikaans olympisch voetbalelftal dat deelnam aan de Olympische Spelen in Barcelona.

## Erelijst
San Jose Earthquakes
- MLS Cup

Winnaar: 2001, 2003